# Ядрышникова
Ядрышникова — деревня в Тугулымском городском округе Свердловской области России.

## Географическое положение
Деревня Ядрышникова расположена в 13 километрах к северо-востоку от посёлка Тугулым (по дорогам в 16 километрах), на правом берегу реки Малый Кармак (левого притока реки Пышмы). В деревни имеется пруд.

## История
Деревня имеет и своё второе название — Павлово.

## Население
| 2002 | 2010 | 2021 |
| ---- | ---- | ---- |
| 379  | ↘352 | ↘277 |